# Piotr Leciejewski
Piotr Leciejewski, né le 23 mars 1985 à Legnica, est un footballeur professionnel polonais. Il occupe actuellement le poste de gardien de but au Zaglebie Lubin.

## Biographie

### Parcours difficile en Pologne
Formé à Zielona Góra en Pologne, Piotr Leciejewski passe par plusieurs clubs professionnels avant de jouer ses premiers matches en première division, avec le Górnik Łęczna lors de la saison 2006-2007. Mais mêlé à des affaires de corruption, et bien qu'ayant échappé à la relégation sportivement, Łęczna descend en troisième division et Leciejewski doit se trouver un nouveau club. À l'été 2007, il atterrit au Korona Kielce, mais est placé toute l'année en équipe réserve.

### Gagne sa place dans le championnat norvégien
Leciejewski choisit alors de s'exiler en Norvège, et signe un contrat avec le Sogndal Fotball, club de deuxième division. Dès sa première saison, le Polonais joue l'ensemble des matches et accroche la quatrième place synonyme de barrage d'accession à l'élite. Contre l'Aalesunds FK, treizième de Tippeligaen, Sogndal s'incline lourdement lors des deux manches. La saison 2009 ressemble à la précédente, Sogndal échouant une nouvelle fois lors des barrages. Toujours titulaire en 2010, Leciejewski s'emploie à ne plus connaître les mêmes mésaventures. Stoppant par exemple les cinq pénalties concédés par son équipe, il participe pleinement au très bon parcours de son club en championnat, qui avec la meilleure défense de la ligue prend la première place du classement et est promue directement en Tippeligaen.
Remarqué par plusieurs clubs norvégiens et européens, Leciejewski prend la décision de partir au SK Brann. Il prend la place de numéro un immédiatement et participe à la remontée du club dans la hiérarchie norvégienne, le SK Brann luttant pour les places européennes alors qu'il avait frôlé la relégation la saison d'avant. Leciejewski joue également la finale de la coupe de Norvège, perdue deux buts à un contre Aalesund.

## Palmarès
- Champion de Norvège de D2 : 2010
- Finaliste de la Coupe de Norvège : 2011